# Dawit Achalmosuliszwili
Dawit Achalmosuliszwili (gruz. დავით ახალმოსულიშვილი; ur. 1 stycznia 1984) – gruziński zapaśnik walczący w stylu wolnym. Zajął dziewiętnaste miejsce na mistrzostwach świata w 2005. Piąty na mistrzostwach Europy w 2005. Czwarty w Pucharze Świata w 2006 i 2007. Brązowy medalista mistrzostw Europy juniorów w 2002 roku.